# Turie
Turie (bis 1948 slowakisch „Turo“ – bis 1927 „Turo Tridvory“; ungarisch Háromudvar – bis 1907 Turótridvori) ist eine Gemeinde im Norden der Slowakei mit 2158 Einwohnern (Stand 31. Dezember 2024), die zum Okres Žilina, einem Teil des Žilinský kraj gehört.

## Geographie

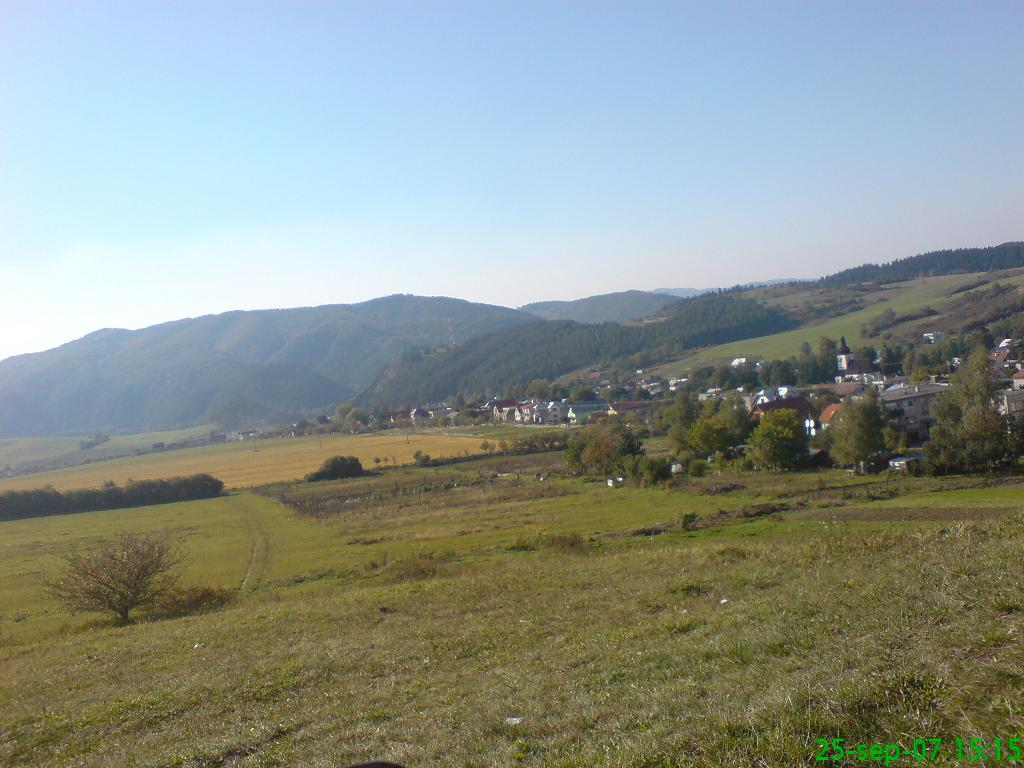

Die Gemeinde befindet sich im Südteil des Beckens Žilinská kotlina am Fuße der Kleinen Fatra. Durch den Ort fließt der Bach Turiansky potok, der in die Rajčianka mündet. Das Ortszentrum liegt auf einer Höhe von 440 m n.m. und ist zehn Kilometer südlich von Žilina gelegen.

## Geschichte
Turie wurde zum ersten Mal 1386 schriftlich erwähnt, die ehemalige Gemeinde Tri Dvory erst 1436. Beide gehörten zum Herrschaftsgut der Burg Lietava. Nach 1877 schlossen sich die zwei Orte in eine Gemeinde zusammen.
1980–1990 war Turie Teil der Stadt Žilina.

## Bevölkerung
| Jahr                | 1994 | 2004    | 2014    | 2024    |
| ------------------- | ---- | ------- | ------- | ------- |
| Anzahl der Personen | 1819 | 1970    | 1979    | 2158    |
| Unterschied         |      | +8,30 % | +0,45 % | +9,04 % |

| Jahr                | 2023 | 2024    |
| ------------------- | ---- | ------- |
| Anzahl der Personen | 2117 | 2158    |
| Unterschied         |      | +1,93 % |

Ergebnisse der Volkszählung 2001 (1939 Einwohner):
| Nach Ethnie: - 99,12 % Slowaken - 0,36 % Zigeuner - 0,26 % Tschechen | Nach Konfession: - 89,74 % römisch-katholisch - 4,95 % keine Angabe - 4,28 % konfessionslos - 0,41 % evangelisch |

## Bauwerke
- römisch-katholische Kirche St. Michael Erzengel, gegen 1580 erbaut

## Persönlichkeiten
- Juraj Kubánka, slowakischer Choreograph und Tänzer